# Mount Wilcox
Mount Wilcox ist ein etwa 1405 m hoher Berg mit einem spitzen, dreiseitigen Felsgipfel an der Fallières-Küste des Grahamlands im Norden der Antarktischen Halbinsel. Er ragt 13 km östlich des Camp Point am südöstlichen Ufer der Square Bay auf.
Die erste Sichtung geht vermutlich auf Teilnehmer der Fünften Französischen Antarktisexpedition (1908–1910) unter der Leitung des Polarforschers Jean-Baptiste Charcot im Jahr 1909 zurück. Teilnehmer der British Graham Land Expedition (1934–1937) unter der Leitung des australischen Polarforschers John Rymill nahmen 1936 Vermessungen vor. Luftaufnahmen entstanden 1940 durch Wissenschaftler der United States Antarctic Service Expedition (1939–1941). Die Benennung erfolgte 1940 auf Vorschlag des US-amerikanischen Geographen Lawrence Martin (1880–1955), einem der Gründungsväter des Advisory Committee on Antarctic Names. Namensgeber ist Phineas Wilcox (1792–1839), Maat an Bord der Hero unter Kapitän Nathaniel Palmer, der am 17. November 1820 bei einer Erkundungsfahrt südlich von Deception Island das antarktische Festland gesichtet hatte.